# فرانتس هوسلر
كان فرانتس هوسلر، (4 فبراير 1906 – 13 ديسمبر 1945) هو قائد عاصفة أعلى في سرب الحماية النازي الألماني، ورئيس معسكر الاحتجاز الوقائي في معسكر أوشفيتس–بيركناو، ودورتا-ميتلباو، ومعسكرات الاعتقال الخاصة ببيرغن-بلسن في أثناء الحرب العالمية الثانية. وعندما قام الحلفاء بالقبض عليه في نهاية الحرب، وجهت له تهمة ارتكاب جرائم ضد الإنسانية في محاكمة برغين-بيلسن الأولى، وأدين، وحكم عليه بالإعدام. تم إعدامه شنقا في سجن هاملن في عام 1945.